# Boulounga (Namissiguima)
Pour les articles homonymes, voir Boulounga.
Boulounga est une localité située dans le département de Namissiguima de la province du Yatenga dans la région Nord au Burkina Faso.

## Économie
L'économie du village, traditionnellement basée sur l'agriculture, est affectée par la mine aurifère industrielle de Karma qui est exploitée notamment sur les terres des habitants de Boulounga, obligés d'être relocalisés et dédommagés par la compagnie canadienne Endeavour Mining,.

## Santé et éducation
Le centre de soins le plus proche de Boulounga est le centre de santé et de promotion sociale (CSPS) de Namissiguima tandis que le centre hospitalier régional (CHR) se trouve à Ouahigouya.
Le village possède une école primaire publique.